# Slovenji Šmihel
Slovenji Šmihel (nemško St. Michael ob der Gurk, do 1925 Windisch St. Michael, narečno Soveji Šmihev: ), je naselje v občini Pokrče v okraju Celovec-dežela na vzhodnem robu Celovškega polja na Koroškem v Avstriji.

## Zgodovina
Zgodovina Slovenjega Šmihela je na tesno povezana z lokalno koroško, koroško-slovensko ter cerkveno zgodovino. Slovenji Šmihel pripada dvojezični dekaniji Tinje, ki je bila do leta 1938 slovenska ter je sedaj uradno le še nemška. 
Zgodovinsko je področje dekanije, ki sega na jugu do Drave, pripadalo prafari Gospe Svete, kar cerkveno-zgodovinsko ter cerkveno-pravno tudi obrazloži skupno narečno področje osrednje-južnokoroškega narečja oz. »poljanščine Celovškega polja«.
Dialektološke raziskave to jezikovno zgodovino potrjujejo (glej "narečje" spodaj).
Zgodovinski utrinki so vključeni v leposlovnem delu domačega koroško-slovenskega avtorja v črtici o "Skrivnostnem izročilu Slovenjega Šmihela", ki s tem krajevno ime in vas naredi za osrednji literarni siže.

## Ledinska imena
Ledinska imena bila na osnovi občinske zgodovine  občinski Štalenske gore Wilhelma Wadla znanstveno nekoliko poglobljene za celotno Celovško polje v okviru znanstveno raziskovanega dela Enciklopedije slovenske kulturne zgodovine na Koroškem od Bojana-Ilija Schnabla. Važen uradni vir predstavlja tudi Franciscejski kataster, ki so objavljeni na spletu dežele Koroške. Zgodovinski fonetski zapisi predstavljajo slovensko narečno obliko, v kolikor so le-to uradniki češkega porekla razumeli. 
V Slovenjem Šmihelu oz. v bližnji okolici najdemo v smeri ure s severa sledeča ledinska imena:
- Pod Krischam (pod križom)[11]) (sever)
- Kogl[12]) (sever)
- Glantschnig (Klančnik)[13]) (vzhod)
- Verbica (Vrbica)[14]) (jugo-vzhod)
- Pod Zirkuje (pod cerkvijo)[15] (jug)
- Pulle (Puale < popolje)[16] (jug)
- Krajach (krajah < v krajah)[17] (jug)
- Oglach (Oglah < v oglah)[18] (jug)
- Plesze (plesce)[19]) (jugo-zahod)
- Gmaina (gmajna)[20]) (jugo-zahod)
- Presaka[21](zahod)
- Leschine (Lešine)[22]) (zahod)

## Narečje
Domače slovensko narečje je (bila) poljanščina Celovškega polja, kot je bilo zapisano leta v doktorski disertaciji Katje Sturm-Schnabl leta 1973 ter terminološko opredeljeno kot takšno šele v okviru znanstveno raziskovalnega dela Bojana-Ilije Schnabl ob pripravah za Enciklopedije slovenske kulturne zgodovine na Koroškem (2010 oz.  2016).

## Poimenovanje
Pavel Zdovc zapisal sledeče rabe krajevnega imena:
Slovénji Šmihèl; v Slovénjem Šmihélu, v Slovénji Šmihèl, iz Slovénjega Šmihéla; v jasnih položajih tudi samo Šmihèl, v Šmihélu, iz Šmihéla, šmihélski (-lski in ṵski); Šmihélčani (ṵč in lč).
Pavel Zdovc je vključil v svoje geslo o Slovenjem Šmihelu tudi krajevno ime sosednje Lepe vasi (ki jo pojmuje kot del vasi Slovenji Šmihel): 
Lépa vás, nem. Schöndorf; v Lépi vási, v Lépo vás, iz Lépe vasi pri Šmihelu.

## Leposlovje
- SCHNABL, Bojan. Skrivnostno izročilo Slovenjega Šmihela. (kratka verzija) V: Pratika 2025, Mohorjeva založba, Celovec 2024, str. 51 – 58, ISBN 978-3-7086-13270-7.
- SCHNABL, Bojan. Skrivnostno izročilo Slovenjega Šmihela. (dolga verzija) V: Rastje 2024, št. 18, Izd./Hg. DSPA – Društvo slovenskih pisateljev v Avstriji, Klagenfurt/Celovec 2024, str. 105 – 112, ISSN 2670-7276.